# Berthe Widmer

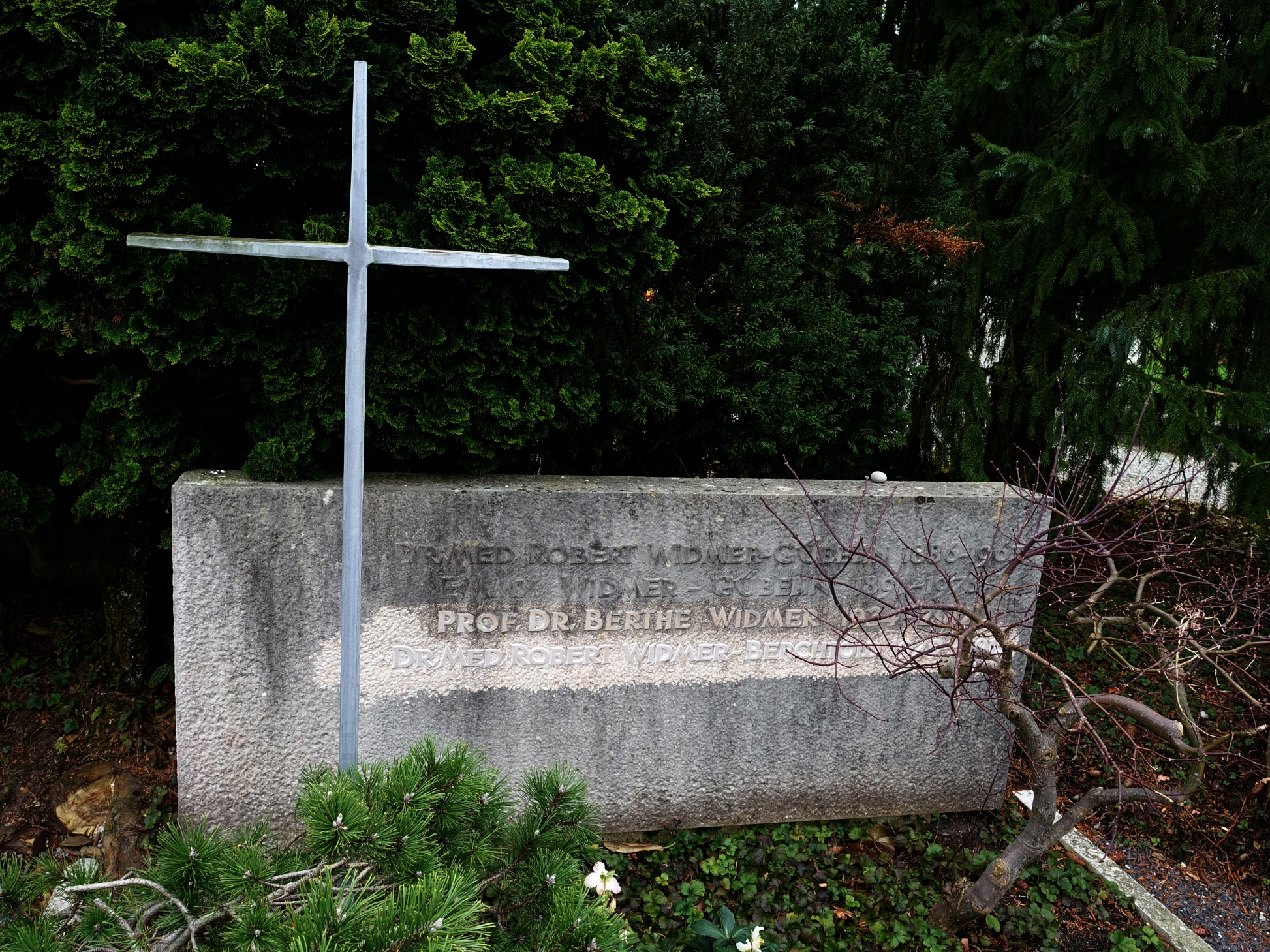
Grab auf dem Friedhof Friedental

Berthe Widmer (* 17. Juli 1924 in Luzern; † 2. Februar 2012 in Basel; katholisch; heimatberechtigt in Ruswil und Luzern) war eine Schweizer Historikerin.

## Leben und Werk
Berthe Widmer, Tochter eines Arztes, studierte Geschichte, Germanistik und lateinische Philologie an den Universitäten Genf und Basel. 1953 wurde sie als Dr. phil. promoviert, mit einer Dissertation über Hildegard von Bingen. Ab 1955 wirkte sie am Mittellateinischen Wörterbuch in München mit. 1961 habilitierte sie sich an der Universität Basel, wo sie 1963 einen Lehrauftrag erhielt und von 1965 bis 1984 als ausserordentliche Professorin für mittelalterliche Kulturgeschichte und mittellateinische Philologie wirkte.
Ihre Publikationen behandeln Themen in den Bereichen Mystik, religiöses Brauchtum und Humanismus. Ihre letzte Ruhestätte fand sie auf dem Friedhof Friedental.

## Schriften (Auswahl)
Als Autorin
- Heilsordnung und Zeitgeschehen in der Mystik Hildegards von Bingen (= Basler Beiträge zur Geschichtswissenschaft. Bd. 52). Helbing & Lichtenhahn, Basel/Stuttgart 1955 (Dissertation, Universität Basel, 1953).
- Enea Silvio Piccolomini in der sittlichen und politischen Entscheidung (= Basler Beiträge zur Geschichtswissenschaft. Bd. 88). Helbing & Lichtenhahn, Basel/Stuttgart 1963.
- Ruswil: Geschichte einer Luzerner Landgemeinde. Einwohnergemeinde, Ruswil 1987.
- Geleitbriefe und ihre Anwendung in Basel zur Zeit des hier tagenden Generalkonzils von 1431–1449. In: Basler Zeitschrift für Geschichte und Altertumskunde, Bd. 92, 1992, S. 9–99. (doi:10.5169/seals-118316#12).
- Die Pestjahre 1348 im Leben des Dichters Petrarca. In: Basler Zeitschrift für Geschichte und Altertumskunde, Bd. 106, 2006, S. 133–154. (Digitalisat).

Als Herausgeberin und Übersetzerin
- Angela von Foligno: Zwischen den Abgründen. Übertragen und eingeleitet von Berthe Widmer. Johannes-Verlag, Einsiedeln 1955.
- Griechische Apologeten des zweiten Jahrhunderts. In Auswahl übertragen von Berthe Widmer; Einleitungen von Hans Urs von Balthasar. Johannes-Verlag, Einsiedeln 1958.
- Enea Silvio Piccolomini/Papst Pius II.: Ausgewählte Texte aus seinen Schriften. Hrsg., übersetzt und biographisch eingeleitet von Berthe Widmer. Schwabe, Basel/Stuttgart 1960.
- Francesco Petrarca: Aufrufe zur Errettung Italiens und des Erdkreises: Ausgewählte Briefe lateinisch-deutsch. Hrsg., übersetzt und eingeleitet von Berthe Widmer. Schwabe, Basel 2001.
- Francesco Petrarca: Familiaria: Bücher der Vertraulichkeiten. Hrsg. [und übersetzt] von Berthe Widmer; mit einem Geleitwort von Kurt Flasch. 2 Bände. De Gruyter, Berlin/New York 2005/2009.